# La Torreponça
La Torreponça és una masia fortificada que dona nom al veïnat de Torreponça a mig camí dels nuclis de Franciac i Riudellots de la Selva declarada bé cultural d'interès nacional.

## Arquitectura

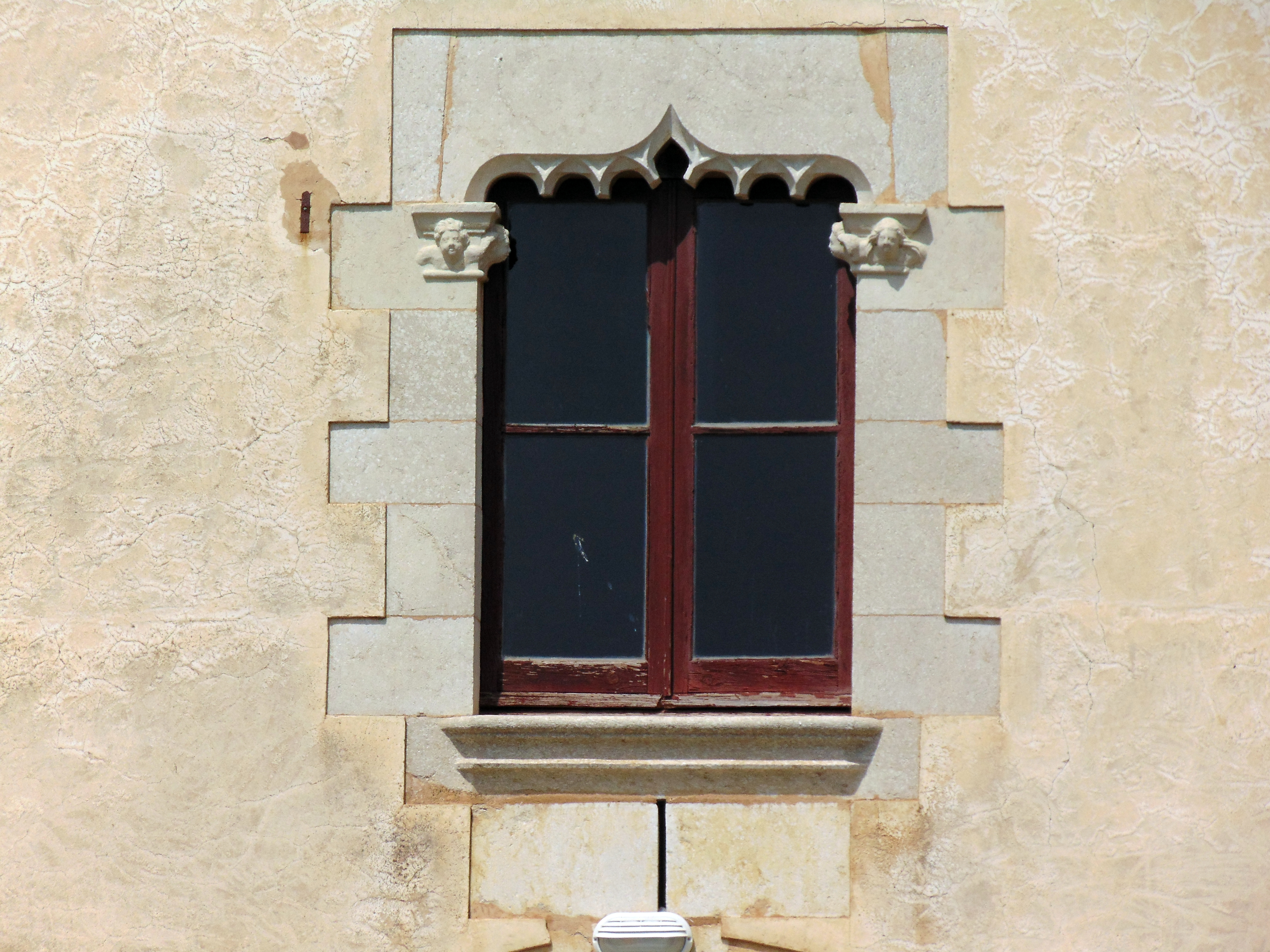
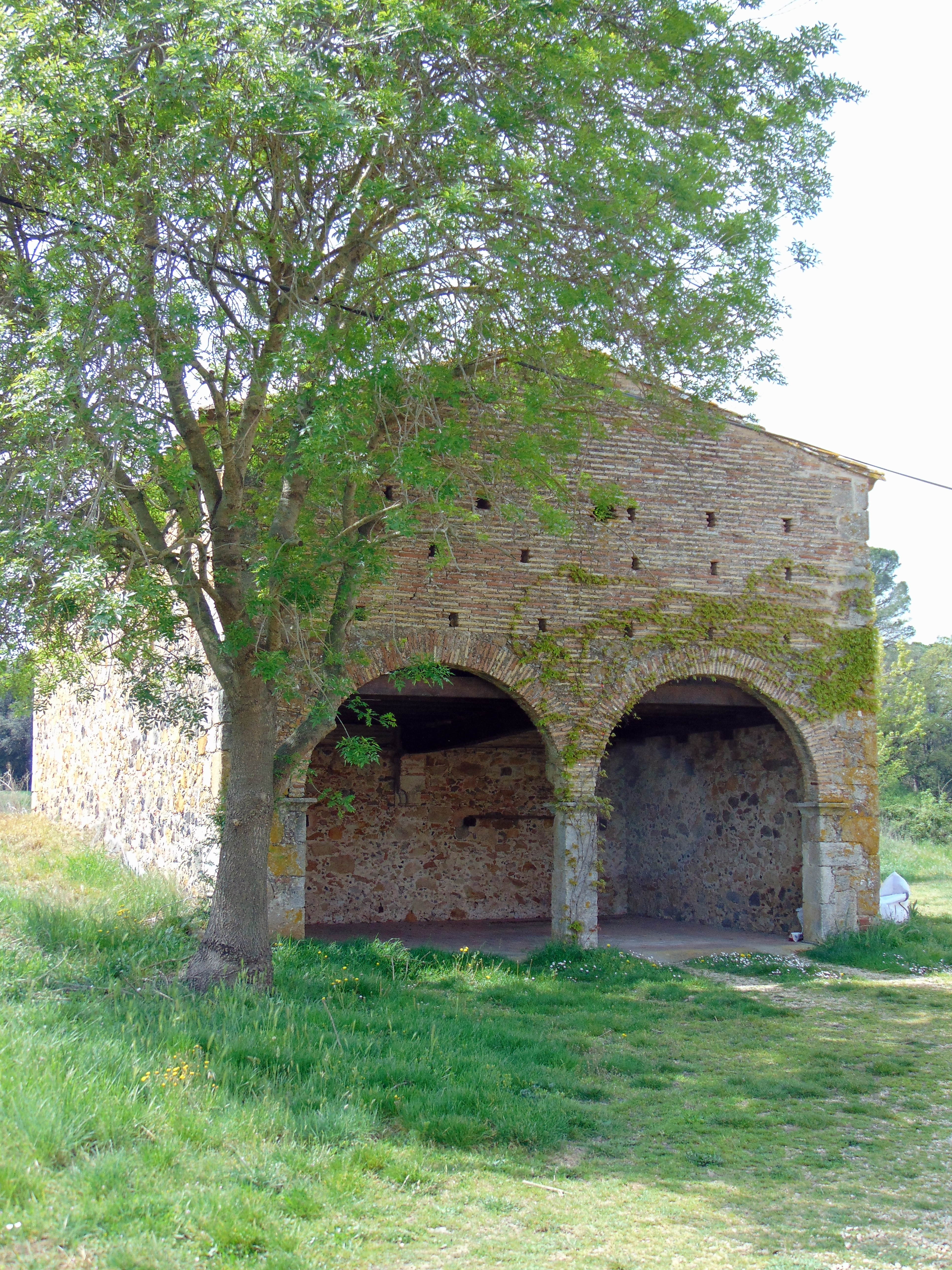
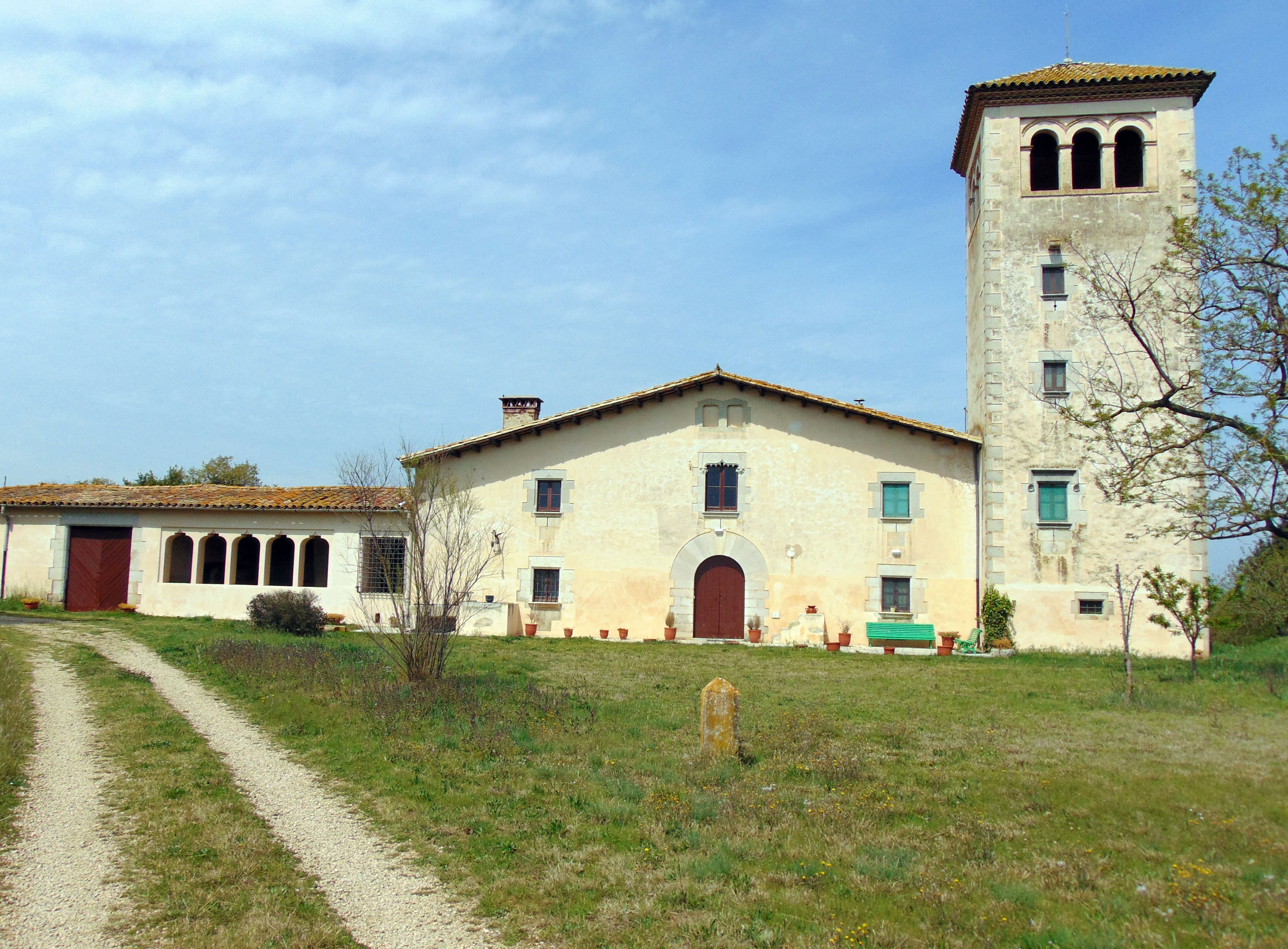

Es tracta d'una masia fortificada de dues plantes i golfes, vessants a laterals i cornisa catalana. La porta principal és amb arc de mig punt adovellada. La resta d'obertures són rectangulars amb llindes, brancals i ampits de pedra monolítica. Destaca la finestra central que a diferència de la resta és gòtica amb arc conopial tardà i dentat amb arquets, hi ha relleus de caps humans a les impostes. Per damunt d'aquesta hi ha dues petites finestres cegades que corresponen a les golfes, són rectangulars amb decoració esculpida simulant un arc conopial. Al costat de la porta i adossada a la paret es conserva una escala de pedra de quatre esglaons, utilitzada antigament per pujar damunt els cavalls. Hi ha també un parell de bancs de fusta.
El més rellevant però, és la torre adossada a la casa que s'alça a la part dreta. És de planta quadrada amb obertures reduïdes, també envoltades de pedra i algunes espitlleres. Cal destacar la finestra de la segona planta d'estil renaixentista amb guardapols rematat amb petxines, a la llinda hi ha una inscripció i la data de 1566. A l'última planta hi ha una galeria més moderna, les finestres de la qual són tres a cada façana, més grans i amb arc de mig punt. La coberta d'aquesta torre és amb teula àrab i a quatre aigües, amb ràfec de quatre filades. Pel que fa al parament tan de la casa com de la torre, és arrebossat i pintat, deixant als extrems els carreus ben tallats vistos.
A l'altre costat de la casa, a l'esquerra, hi ha un cos adossat, de només una planta que correspon a les antigues quadres i magatzems. Té la coberta amb caiguda a la façana i les obertures són cinc amb impostes.

## Història
Probablement els elements defensius que presenta la casa es van construir en una època d'inseguretat social al camp. És difícil saber l'origen del nom de les cases de pagès però si ens remuntem als segles xiii i xiv, veiem que molts masos prenien el nom d'una sola persona, és el cas de la Torreponça que era propietat d'un tal Ponç. Posteriorment però va passar a denominar-se com se la coneix actualment, Torreponça.